# Aral
Aral, também conhecida como Aralsk ou Aral'sk (em cazaque, Арал; em russo, Аральск) é uma  pequena cidade do sudoeste do Cazaquistão, situada no oblast (região) de Kyzylorda. É o centro administrativo do distrito de Aral, e sua população é de aproximadamente 39.000 habitanes. 
Aral antigamente era um porto de pesca e uma cidade portuária, às margens do Mar de Aral, tendo sido um dos principais fornecedores de peixes para a região. 
Em decorrência da catastrófica redução do Mar de Aral - processo iniciado em 1960, com o desvio dos rios que o alimentavam para a irrigação (principalmente das plantações de algodão), durante a era soviética - a cidade de Aral ficou  sem acesso ao mar. Atualmente, fica a cerca de 12 km das águas remanescentes na porção norte do antigo  Mar de Aral, embora esta distância seja substancialmente menor do que os 100 km observados antes da conclusão do dique Kokaral, construído em 2005 para salvar o que restara do grande corpo d'água. Com a construção da barragem, o nível de água  voltou a se elevar, e esperava-se que até 2009 o mar chegasse a 6 km da cidade Aral. Um canal poderia ser construído para o mar. Em 2009, o nível da água subiu seis metros. Graças ao aporte de  principal curso d'água da bacia, o Syr Daria, a salinidade das águas baixou significativamente, e a pesca se tornou possível novamente. Nos últimos 25 anos não era mais possível ver o mar da cidade, que perdera muito de sua população e da sua importância econômica, apresentando elevados níveis de desemprego. 
Mas além disso,  o recuo das águas do Mar de Aral também expôs  agentes químicos e biológicos enterrados no solo arenoso da ilha de Vozrozhdeniya, criando sérias ameaças à saúde da população de toda a área circundante.